# Camillo Mazza
Camillo Mazza (Bologna, 1602 – Bologna, 1672) è stato uno scultore e stuccatore italiano.
Seguace della corrente carraccesca e in particolare di Alessandro Algardi, di cui fu allievo, riprende la tradizione emiliana delle terrecotte. Fra le sue opere si possono ricordare la Pietà nella Chiesa dei Cappuccini di Bologna, le porte in bronzo della Basilica di Sant'Antonio da Padova e il monumento funebre del cardinale Filippo Carafa della Serra nella Cattedrale di San Pietro.
Fu padre del più celebre Giuseppe Maria (1653 - 1741).